# Eis am Stiel 5 – Die große Liebe
Eis am Stiel 5 – Die große Liebe ist der fünfte Teil der israelischen Filmreihe Eis am Stiel von Boaz Davidson, wiederum mit Yiftach Katzur, Jonathan Sagall und Zachi Noy in ihren angestammten Rollen.

## Handlung
Benny verliebt sich in Ginny, die Schwester seines Kumpels Bobby. Da Bobby seine Schwester für zu jung hält, treffen sich die beiden heimlich. Als Bobby davon erfährt, schlägt er Benny krankenhausreif und verbietet den beiden weitere Treffen. Als Ginny erfährt, dass Benny mit einem anderen Mädchen geht, nimmt sie eine Überdosis Tabletten (Schlaftabletten), kann jedoch im Krankenhaus gerettet werden. 
Benny plant daraufhin, sich einen Felsen hinabzustürzen, wird jedoch von Bobby gerettet, nachdem Bobby erfahren hat, dass seine Schwester noch Jungfrau ist. Danach vertragen sich die beiden Freunde wieder.

## Kritik
Das Lexikon des internationalen Films stellte lapidar fest, dass es sich um „[e]in Potpourri aus sexistischen Gags und Peinlichkeiten, vermischt mit einer romantischen Liebesgeschichte“ handle.